# Спірдейк
Спірдейк (нід. Spierdijk) — село в нідерландській провінції Північна Голландія. Входить до муніципалітету Коггенланд.
Його площа становить 4,51 км², а населення станом на 2021 рік складало 1 225 осіб.
Перша згадка про населений пункт датується 1365 роком.

## Галерея

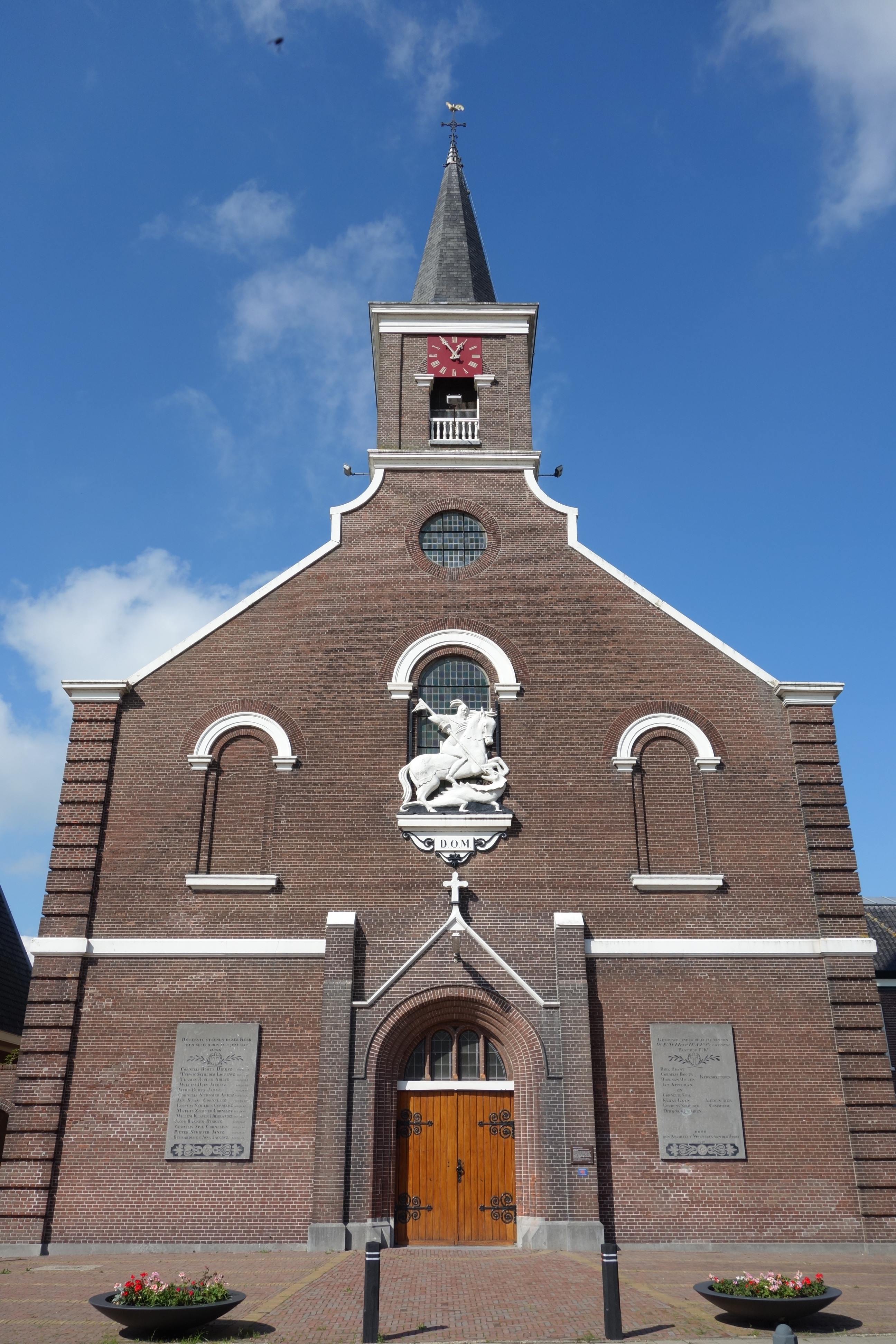
Церква св. Георгія